# Joan Jover i Serra
Joan Jover i Serra (Igualada, 1823 - Barcelona, 1879) fou un empresari, banquer i polític català de la família Jover, nissaga de comerciants provinent de Copons que entre els segles XVII i XX havien liderat empreses mercantils a Barcelona i Valladolid. Fill de Bonaventura Jover Amigó i Victòria Serra Mora. Pare del també empresari Joaquim Jover i Costas.
Es va implicar en diverses entitats financeres (Crédito Mercantil, el Banco Hispano Colonial, etc.). Ja el 1866, era membre de la junta del Banc de Barcelona, i des del 1871 n'era un dels directors. Gràcies a l'herència que va rebre del seu oncle matern Joaquim Serra i Franch, qui va morir el 1864, va convertir-se en empresari industrial del paper i sobretot va erigir-se en un dels principals naviliers de la capital catalana.
Durant el Sexenni Democràtic va iniciar la seva carrera política com a regidor a Barcelona. Just després, el 1875 va continuar-la aquest cop com a diputat provincial per Martorell a les files del Partit Conservador, i el 1878 fou elegit diputat a les Corts. Està sebollit al cementiri de Poble Nou (Dep. II, arc capella, 82).
L'any 1903, l'Ajuntament del Masnou li va posar el seu nom a un carrer (carrer de Jover i Serra) en agraïment pels donatius que va fer el seu fill Joaquim Jover i Costas per a la construcció de la Casa Benèfica del Masnou.
Es va casar amb Maria Rosa Costas i Llucià (1826-1905).